# Association française d'épargne et de retraite
L'Association Française d'Épargne et de Retraite (Afer) est une association d'épargnants qui compte plus de 760 000 adhérents représentant 55 milliards d'euros d'épargne gérée. En 2019, le taux du fonds garanti s'élève à 1,85% net de frais de gestion et hors prélèvements sociaux et fiscaux. L'Afer se donne pour objectif de permettre à ses adhérents de se constituer une épargne dans les meilleures conditions financières et juridiques possibles. Grâce au nombre de souscripteurs, l’association devient une force de proposition vis-à-vis des parlementaires et des pouvoirs publics. Sa puissance lui permet de faire entendre sa voix, y compris par des campagnes de presse, chaque fois que l’intérêt de ses adhérents et de l’épargne retraite le rend, de son point de vue, nécessaire. Dans les années 2000, toutefois, deux de ses dirigeants-fondateurs ont été condamnés, pour des détournements effectués dans les années 1980 et 1990, au détriment des adhérents, ce qui a conduit à la mise en place d'une nouvelle équipe dirigeante. Depuis novembre 2007, son président est Gérard Bekerman.

## Historique
L'idée initiale est de créer une association d'assurés et de souscrire en son nom un contrat, en négociant les tarifs, auprès d'une compagnie d'assurances, avec des frais de gestion minimaux. Cette idée est de Gérard Athias. Celui-ci a une vingtaine d'années d'expériences dans l'assurance, lorsqu'il se retrouve au chômage. Il décide alors de lancer ce projet. Il s'associe à André Le Saux, un polytechnicien, ayant une expérience de gestionnaire,.
Une compagnie d'assurance accepte d'être leur opérateur et de gérer les fonds recueillis par cette association d'épargnant, c'est la société La Paix, qui fusionne ensuite avec Abeille Assurances une compagnie fondée en 1854 par des agriculteurs bourguignons. Cette compagnie d'assurance impose toutefois  à Gérard Athias et  André Le Saux  la présence de trois de ses cadres dans l'équipe qui fonde l'association : Pierre Charpenel, Jean-Claude Lasserre et Claude Gallet,.
Le 16 juin 1976, l'Afer est créée  par ces cinq membres fondateurs,.
L'Association modifie par ses choix le marché de l'assurance vie qui, dans les années 1980, reste entravé par de nombreux obstacles. Les dirigeants de l'association ont notamment l'idée de mettre fin à l'absence de liberté dans les versements en s'opposant aux contrats dits « périodiques », et de mettre fin également à l'absence de liberté dans les retraits. L'Afer renonce par ailleurs aux précomptes de commission versées aux intermédiaires d'assurance. Enfin elle fixe des frais de gestion parmi les plus bas du marché. Ces choix sont déterminants et constituent la base du succès de l'association. L'Afer passe de 300 adhérents en 1977 à des dizaines de milliers au début des années 1980, et le mouvement continue à s'accélérer dans les décennies suivantes. Au début des années 1980, deux des fondateurs de l'Afer, Pierre Charpenel et Jean-Claude Lasserre,  quittent l'Afer. Quelque temps plus tard, Claude Gallet part à son tour. 
À la fin des années 1980, le contrat de l'Afer est une référence du marché, et contraint la concurrence à adopter les mêmes principes de souplesse et de rentabilité. Gérard Athias et André Le Saux entrent désormais dans une logique de prise de bénéfices. Fin 1986, en accord avec la compagnie L'Abeille, ils créent une société de courtage, la SNC Sinafer, à laquelle est adossée une autre société en participation, la SEP Sinafer, qu'ils détiennent à 90 % et par laquelle transite un pourcentage des frais d'entrée prélevés sur les contrats, reversé aux deux fondateurs. Mais aucune information n'est donnée aux adhérents de ce montage financier qui va permettre  à Gérard Athias et André Le Saux d'engranger à titre personnel plusieurs centaines de millions de francs,. La découverte de ce montage et de ces versements, plus de dix ans plus tard, en 1998, fait scandale.
Des adhérents constituent une autre association, SOS-Principes AFER, pour défendre leurs droits et porter plainte, pour détournement de fonds, contre les deux fondateurs. En 2000, Gérard Athias et André Le Saux sont mis en examen. Gérard Athias démissionne de la présidence de l'Afer un an plus tard. L'équipe dirigeante de l'Afer est renouvelée et met quelques années à se stabiliser. Gérard Bekerman, y parvient toutefois. Il en est le président depuis novembre 2007 et a créé à son arrivée une charte de transparence, et un comité de sages, pour veiller au respect de la déontologie. Il s'efforce de revenir aux valeurs initiales de l'association, et de mettre en avant les résultats de l'association, en faisant oublier les dérives passées de sa gouvernance.
Après de multiples épisodes juridiques, les anciens dirigeants et fondateurs, Gérard Athias et André Le Saux sont condamnés en 2006, une condamnation confirmée par un arrêt de la Cour de cassation en 2009,. Puis en 2019, la Direction Générale des Finances Publiques procède à un versement de près de 30 millions d'euros au bénéfice des adhérents ayant donné mandat. 

## Organisation

### Groupement d'intérêt économique
Le GIE (groupement d'intérêt économique) a pour principe une gestion paritaire qui impose une concertation permanente entre l’Association et les assureurs. Pour y parvenir, l’Afer a créé, avec ses partenaires assureurs, le GIE Afer au sein duquel s’effectue la gestion administrative des adhésions aux contrats d’assurance vie Afer.
Le contrat Afer est distribué par des agents d'assurance, mandataires de la Compagnie Aviva, une compagnie britannique qui a absorbé la compagnie française Abeille Assurances. « L'affaire AFER » a posé aussi la question de l'indépendance des associations de souscripteurs d'assurances-vie dans ce type de montage et celle des rapports entre l'AFER et Aviva. 
Sans présenter d'intermédiation d'assurance, le GIE Afer assure les missions de gestion courante : juridique, décès, clauses bénéficiaires, marketing, communication, presse, audit, comptabilité, recevabilité, informatique, actuariat. Il est le soutien logistique de l'Association. En octobre 2019, Pierre Haas est élu Directeur Général du GIE Afer.

### Instances de gouvernance de l'association
La gouvernance de l'Association s'articule autour de plusieurs organes principaux

#### Conseil d'Administration
Le Conseil d'Administration est constitué du président de l'Afer et de huit membres élus par les adhérents pouvant se prononcer lors des Assemblées Générales, des assemblées quelquefois plus agitées depuis les épisodes judiciaires des années 1990 et 2000.

#### Direction
Les instances de gouvernance de l'Afer sont composées du président et du délégué général, du secrétaire général et du trésorier.

#### Comités Statutaires
- Le Comité des Sages, structure mise en place en 2008[7], composé de personnalités indépendantes, est sollicité sur tout sujet de déontologie ou de gouvernance de l’Association. Le cas échéant, le Comité des Sages constate l’existence de conflits d’intérêts. Le Comité des Sages est conduit à apprécier l’indépendance de l’Administrateur.
- Le Comité Consultatif, il s'agit d'un groupe de réflexion et de propositions. Il donne son avis sur les sujets que lui soumet le Conseil d’Administration et il a un rôle de relais entre les adhérents et le Conseil d’Administration. La diversité des compétences des candidats, leur disponibilité et leur engagement dans la défense des intérêts des adhérents constituent les éléments premiers pour déterminer sa composition.
- Le Comité de contrôle et de surveillance de la gestion des fonds (CCSGF), présidé par le président de l'Association. Le CCSGF a pour mission de suivre et de contrôler la gestion financière des fonds confiés aux coassureurs, qui en sont responsables, dans le cadre du contrat collectif d’assurance vie. Il recueille toutes informations et toutes explications qui lui apparaissent utiles, étudie toutes propositions tendant à obtenir une amélioration éventuelle de la gestion des fonds, ou de son contrôle, et peut présenter des recommandations au Conseil d’Administration auquel il rend compte régulièrement.
- Le Comité de contrôle des votes en assemblée générale (CCVAG), composé de quatre adhérents et chargé de la régularité des convocations en Assemblée Générale. Il contrôle la validité des votes exprimés par les adhérents présents ainsi que ceux exprimés par correspondance ou par tout autre moyen permettant un vote à distance. L’intervention des membres du CCVAG se fait en collaboration avec un membre du Conseil d’Administration ou toute personne mandatée par celui-ci.